# ライマン郡 (サウスダコタ州)
ライマン郡（英: Lyman County）は、アメリカ合衆国サウスダコタ州の南部に位置する郡である。2010年国勢調査での人口は3,755人であり、2000年の3,895人から3.6％減少した。郡庁所在地はケネベック町（人口240人）であり、同郡で人口最大の町は国勢調査指定地域のローワーブリュレ（人口613人）である。

## 地理
アメリカ合衆国国勢調査局に拠れば、郡域全面積は1,707平方マイル (4,421 km2)であり、このうち陸地は1,640平方マイル (4,247 km2)、水域は67平方マイル (174 km2)で水域率は3.93％である。

### 主要高規格道路
| - 州間高速道路90号線 - アメリカ国道83号線 - アメリカ国道183号線 - サウスダコタ州道47号線 | - サウスダコタ州道49号線 - サウスダコタ州道53号線 - サウスダコタ州道273号線 - サウスダコタ州道1806号線 |

### 隣接する郡
- ヒューズ郡 - 北
- ハイド郡 - 北東
- バッファロー郡 - 北東
- ブリュレ郡 - 東
- グレゴリー郡 - 南
- トリップ郡 - 南
- メレット郡 - 南西
- ジョーンズ郡 - 西
- スタンリー郡 - 北西

### 国立保護地域
- ピア砦国立草原（部分）

## 人口動態
以下は2000年の国勢調査による人口統計データである。
| 基礎データ - 人口: 3,895人 - 世帯数: 1,400 世帯 - 家族数: 1,009 家族 - 人口密度: 1人/km2（2人/mi2） - 住居数: 1,636軒 - 住居密度: 0軒/km2（1軒/mi2） 人種別人口構成 - 白人: 64.75% - アフリカン・アメリカン: 0.08% - ネイティブ・アメリカン: 33.27% - アジア人: 0.23% - その他の人種: 0.05% - 混血: 1.62% - ヒスパニック・ラテン系: 0.46% 年齢別人口構成 - 18歳未満: 32.1% - 18-24歳: 7.6% - 25-44歳: 25.9% - 45-64歳: 20.9% - 65歳以上: 13.6% - 年齢の中央値: 34歳 - 性比（女性100人あたり男性の人口） - 総人口: 104.6 - 18歳以上: 102.1 | 世帯と家族（対世帯数） - 18歳未満の子供がいる: 36.1% - 結婚・同居している夫婦:51.4% - 未婚・離婚・死別女性が世帯主: 13.8% - 非家族世帯: 27.9% - 単身世帯: 24.6% - 65歳以上の老人1人暮らし: 10.5% - 平均構成人数 - 世帯: 2.77人 - 家族: 3.29人 収入と家計 - 収入の中央値 - 世帯: 28,509米ドル - 家族: 32,028米ドル - 性別 - 男性: 22,628米ドル - 女性: 18,672米ドル - 人口1人あたり収入: 13,862米ドル - 貧困線以下 - 対人口: 24.3% - 対家族数: 19.4% - 18歳未満: 24.0% - 65歳以上: 12.9% |

## 都市と町
都市名の後の数字は2010年国勢調査での人口を示す。
| - 1. ローワーブリュレ 613 - 2. プレショ 497 - 3. オアコマ 451 - 4. ケネベック 240 - 郡庁所在地 - 5. リライアンス 191 - 6. ビビアン 119 - 7. イオナ 100（2000年国勢調査） |

### 郡区
ライマン郡は下記16の郡区に分けられている。
| - ベイリー - ビュート - ドーマン - フェアランド - イオナ - モーニングサイド - オアコマ - プレザント | - プラット - リライアンス - レックス - ローズ - ロウ - スー - ストーニービュート - ビビアン |

また以下の6つの未編入領域もある。
- ブラックドッグ
- ラファイエット
- ローワーブリュレ
- マクルア
- ノースウェストライマン
- サウスライマン